# دون غودارد
دون غودارد (بالإنجليزية: Don Goddard)‏ هو صحفي أمريكي، ولد في 1905، وتوفي في 20 مارس 1994.